# Anne van Orléans (1938)

Wapen van Anne van Orléans, hertogin van Calabrië

Anne van Orléans (Sint-Pieters-Woluwe, 4 december 1938) is een Franse prinses uit het Huis Bourbon-Orléans. 
Zij is het vijfde kind en de derde dochter van Henri van Orléans, graaf van Parijs, en Isabelle van Orléans-Braganza. 
Zelf trouwde ze op 12 mei 1965 met Carlos van Bourbon-Sicilië (1938-2015), prins der Beide Siciliën en infante van Spanje. Zelf verkreeg ze na haar huwelijk de titel hertogin van Calabrië. Het paar kreeg de volgende kinderen:
- Christina (Madrid, 1966) trouwde in 1994 met Pedro López-Quesada y Fernández Urrutia (geboren 1964)
  - Victoria Lopez-Quesada van Bourbon-Sicilië (1997)
  - Pedro Lopez-Quesada van Bourbon-Sicilië (2003)
- Maria (Madrid, 1967) trouwde in 1996 met Simon van Oostenrijk (1958). Hij is een nakomeling van Karel I van Oostenrijk en 27e in de lijn van de troonopvolging van Oostenrijk-Hongarije.
  - Aartshertog Johannes van Oostenrijk (1997)
  - Aartshertog Ludwig van Oostenrijk (1998)
  - Aartshertogin Isabelle van Oostenrijk (2000)
  - Aartshertogin Carlota van Oostenrijk (2003)
  - Aartshertog Philipp van Oostenrijk (2007)
- Pedro van Bourbon-Sicilië (Madrid, 1968) trouwde in Madrid in 2001 met Sofia de Landaluce y Melgarejo (1973)
  - Prins Jaime van Bourbon-Sicilië (1993)
  - Prins Juan van Bourbon-Sicilië (2003)
  - Prins Pablo van Bourbon-Sicilië (2004)
  - Prins Pedro van Bourbon-Sicilië (2007)
  - Prinses Sofia van Bourbon-Sicilië (2008)
- Inés Maria (Madrid, 1971) trouwde in Toledo in 2001 met Michele Carrelli Palombi dei Marchesi di Raiano (1965)
  - Teresa Carrelli Palombi dei Marchesi di Raiano (2003)
  - Bianca Carrelli Palombi dei Marchesi di Raiano (2005)
- Victoria (Madrid, 1976) trouwde in 2003 met Markos Nomikos (1965)
  - Anastasios Nomikos (2005)
  - Ana Nomikos (2006)
  - Carlos Nomikos (2008)